# Cantigi Wetan
Cantigi Wetan is een bestuurslaag in het regentschap Indramayu van de provincie West-Java, Indonesië. Cantigi Wetan telt 3289 inwoners (volkstelling 2010).